# The Royal Opera
The Royal Opera è una compagnia con sede nel centro di Londra, residente presso la Royal Opera House, Covent Garden. Insieme con la English National Opera, è una delle due compagnie d'opera principali di Londra. Fondata nel 1946 come Covent Garden Opera Company, è stata conosciuta con quella denominazione fino al 1968. Ha sopportato un lungo periodo annuale ed una gestione coerente per una compagnia che aveva in precedenza ospitato stagioni brevi sotto una serie di impresari diversi. Fin dalla sua nascita, ha condiviso la Royal Opera House con la compagnia di danza ora conosciuta come The Royal Ballet.
Quando la compagnia fu costituita la sua politica era quella di eseguire tutte le opere in lingua inglese, ma fin dalla fine del 1950 la maggior parte delle opere furono eseguite in lingua originale. Fin dall'inizio gli artisti hanno costituito una miscela di cantanti britannici e del Commonwealth e di stelle internazionali ospiti, fu sempre una politica coerente dai primi anni favorire la carriera di cantanti provenienti dall'interno della compagnia. Tra i numerosi artisti ospiti ci sono stati Maria Callas, Plácido Domingo, Kirsten Flagstad, Hans Hotter, Birgit Nilsson, Luciano Pavarotti e Elisabeth Schwarzkopf. Tra coloro che sono saliti alla ribalta internazionale tra le file della compagnia ci sono stati Geraint Evans, Joan Sutherland, Kiri Te Kanawa e Jon Vickers.
La crescita della compagnia sotto la direzione di David Webster, da modesti inizi fino alla parità con i più grandi teatri d'opera del mondo, è stata riconosciuta dalla concessione del titolo "The Royal Opera" nel 1968. Sotto il successore di Webster, John Tooley, nominato nel 1970, The Royal Opera prosperò, ma dopo il suo ritiro nel 1988, seguì un periodo di instabilità e la chiusura della Royal Opera House per la ricostruzione ed il restauro tra il 1997 e il 1999. il XXI secolo ha visto sul posto, ancora una volta, un regime gestionale stabile. La compagnia ha avuto sei direttori musicali sin dal suo inizio: Karl Rankl, Rafael Kubelík, Georg Solti, Colin Davis, Bernard Haitink e Antonio Pappano.

## Storia

### Contesto e circostanze
Tra le due guerre mondiali la fornitura di opere liriche per la Gran Bretagna fu variabile per qualità e quantità. Al Covent Garden furono organizzate stagioni annuali internazionali ad hoc. Le stagioni inglesi erano ancora poco regolari e mal sostenute dal pubblico. ... La Grand Season fu in gran parte una occasione sociale e, in pratica, tendeva a non comprendere gli artisti britannici. I risultati artistici furono sempre limitati dalla scarsità di prove che sarebbero state necessarie alle varie star in visita.

Lords Barone Arnold Goodman e George Lascelles, VII Conte di Harewood
Resoconto su Opera and Ballet in the United Kingdom, 1969
Dalla metà del XIX secolo, l'opera era stata presentata sul sito del Covent Garden Royal Opera House, in un primo momento dalla compagnia Royal Italian Opera di Michael Costa. Dopo un incendio, il nuovo edificio fu inaugurato nel 1858 con la compagnia Reale inglese Opera, che vi si trasferì dalla Drury Lane. Dal 1860 fino alla seconda guerra mondiale, i vari sindacati o singoli impresari presentati brevi stagioni d'opera alla Royal Opera House (così chiamato nel 1892), cantato in lingua originale, con cantanti e direttori star. L'opera prima della guerra fu descritta dallo storico Montague Haltrecht come "internazionale, elegante ed esclusiva". Durante la guerra, la Royal Opera House fu affittata dai proprietari, Covent Garden Properties Ltd, alla Mecca Sale da ballo che la utilizzarono in modo redditizio come sala da ballo. Verso la fine della guerra, i proprietari furono avvicinati dagli editori musicali Boosey and Hawkes per vedere se erano ancora interessati a sottoscrivere un contratto di locazione dell'edificio e di messa in scena di opere (e balletti). Boosey e Hawkes presero loro il contratto di locazione e concessero un sub-contratto di locazione a condizioni generose per un credito fiduciario benevolo, senza profitto, istituito per eseguire l'operazione. Il presidente del credito fiduciario era Lord Keynes.
C'era una certa pressione per un ritorno al regime anteguerra con stagioni internazionali ricche di star. Sir Thomas Beecham, che aveva presentato molte stagioni al Covent Garden tra il 1910 e il 1939 era fiducioso di poterlo fare di nuovo dopo la guerra. Tuttavia Boosey e Hawkes e David Webster, che avevano nominato amministratore delegato della compagnia Covent Garden, si impegnarono a presentare opere liriche tutto l'anno, in inglese e con una compagnia residente. È stato ampiamente ipotizzato che questo obiettivo sarebbe stato raggiunto invitando l'attuale Sadler's Wells Opera a diventare residente alla Royal Opera House. Webster inviò con successo proprio tale invito al Royal Ballet, ma considerava la compagnia d'opera sorella come "parrocchiale". Era deciso a creare una nuova compagnia d'opera sua personale. Il governo britannico aveva da poco cominciato a distribuire fondi per sovvenzionare le arti e Webster negoziò un contributo ad hoc di £ 60.000 ed un sussidio annuale di £ 25.000, che gli consentirono di procedere.

### Inizi
La prima priorità di Webster fu quella di nominare un direttore musicale per costruire la società da zero. Negoziò con Bruno Walter ed Eugene Goossens, ma nessuno di questi conduttori era disposto a prendere in considerazione una compagnia d'opera senza importanti star internazionali. Webster nominò un austriaco poco conosciuto, Karl Rankl, per l'incarico. Prima della guerra, Rankl aveva acquisito una notevole esperienza a capo di compagnie d'opera in Germania, Austria e Cecoslovacchia. Accettò l'invito di Webster per assemblare e formare i cantanti principali e il coro di una nuova compagnia d'opera, al fianco di un'orchestra permanente che avrebbe suonato sia nelle opere che nei balletti.
La nuova compagnia fece il suo debutto in una presentazione congiunta, insieme con il Sadler's Wells Ballet Company, della La Regina delle Fate di Henry Purcell il 12 dicembre 1946. La prima produzione della compagnia d'opera da sola fu la Carmen, il 14 gennaio 1947. I giudizi furono favorevoli. Il Times scrisse:

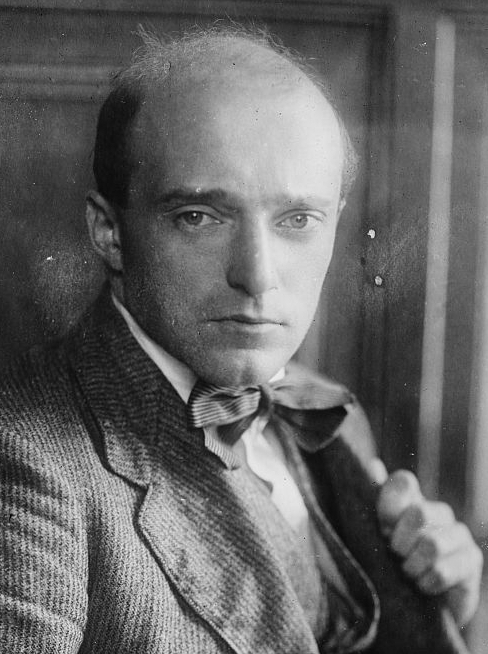
Erich Kleiber

Tutti i membri del cast per la produzione venivano dalla Gran Bretagna o dal Commonwealth. Più avanti nella stagione, una star internazionale d'opera, tra i pochi inglesi di prima della guerra, Eva Turner, apparve come Turandot. Per la seconda stagione della compagnia, furono ingaggiati eminenti cantanti provenienti dall'Europa continentale, tra cui Ljuba Welitsch, Elisabeth Schwarzkopf, Paolo Silveri, Rudolf Schock e Set Svanholm. Altre star internazionali che erano disposte a ristudiare i loro ruoli in lingua inglese per la compagnia nei suoi primi anni furono Kirsten Flagstad e Hans Hotter per La Valchiria. Tuttavia, anche già nel 1948, l'opera nella politica inglese si stava indebolendo; la compagnia fu costretta a presentare alcune esecuzioni di Wagner in tedesco per riuscire a trovare interpreti dei ruoli principali. In un primo momento Rankl condusse tutte le produzioni; fu molto disturbato quando direttori ospiti illustri tra cui Beecham, Clemens Krauss ed Erich Kleiber furono successivamente invitati per le produzioni di prestigio. Nel 1951 Rankl sentiva che non era stimato e annunciò le sue dimissioni. Nella visione di Haltrecht, la compagnia che Rankl aveva messo in piedi dal nulla lo aveva superato.
Nei primi anni, la compagnia cercò di essere innovativa e ampiamente accessibile. I prezzi dei biglietti furono mantenuti bassi: nella stagione 1949 erano disponibili 530 posti per ogni spettacolo a due scellini e sei pence. Oltre al repertorio operistico standard, la compagnia presentò opere di compositori viventi quali Britten, Vaughan Williams, Bliss e, più tardi, Walton. Il giovane regista Peter Brook fu messo a capo delle produzioni, portando un approccio fresco e talvolta controverso agli allestimenti.

### 1950
Dopo la partenza di Rankl la compagnia assunse una serie di direttori ospiti, mentre Webster cercava un nuovo direttore musicale. I suoi candidati preferiti, Erich Kleiber, John Barbirolli, Josef Krips, Britten e Rudolf Kempe, furono tra gli ospiti, ma nessuno avrebbe preso il posto permanente. Fu non prima del 1954 che Webster trovò un sostituto per Rankl in Rafael Kubelík. Kubelík annunciò subito che era a favore di continuare la politica di cantare in inglese: "Tutto quello che il compositore ha scritto dovrebbe essere inteso dal pubblico, e ciò non è possibile se l'opera è cantata in una lingua con cui non ha familiarità". Questo provocò un attacco pubblico da parte di Beecham, che continuava a sostenere che era impossibile produrre più di un piccolo gruppo di star dell'opera in lingua inglese e che l'importazione di cantanti provenienti dall'Europa continentale era l'unico modo per ottenere risultati di prim'ordine.

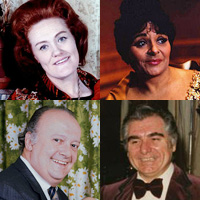
Star del 1950, in senso orario da sinistra, Joan Sutherland, Victoria de los Ángeles, Geraint Evans, Tito Gobbi

Nonostante le opinioni di Beecham, verso la metà degli anni 1950 la compagnia del Covent Garden inserì molti cantanti inglesi e del Commonwealth che, o erano già, o che sarebbero stati presto molto ricercati dai teatri d'opera d'oltremare. Tra di loro c'erano Joan Carlyle, Marie Collier, Geraint Evans, Michael Langdon, Elsie Morison, Amy Shuard, Joan Sutherland, Josephine Veasey e Jon Vickers. Tuttavia, come Goodman e Harewood scrissero in un rapporto del 1969 per l'Arts Council, "[È] arrivato il momento nel centro operistico della vita britannica di cominciare ad assumere un carattere internazionale. Ciò significa che, pur continuando a sviluppare gli artisti britannici si è ritenuto impossibile raggiungere il più alto livello internazionale, utilizzando solo artisti britannici o cantando solo in inglese". I cantanti ospiti provenienti dall'Europa continentale nel 1950 compresero Maria Callas, Boris Christov, Victoria de los Ángeles, Tito Gobbi e Birgit Nilsson. Kubelík introdusse Jenůfa di Janáček al pubblico inglese, cantata in inglese da un cast in gran parte britannico.
Il verdetto del pubblico sul fatto che le opere dovessero essere rappresentate in traduzione o in originale fu chiaro. Nel 1959, il teatro dell'opera dichiarò nella sua relazione annuale: "[L]a percentuale di partecipazione a tutte le opere liriche in inglese fu del 72 per cento; la partecipazione alle produzioni speciali contraddistinte da un aumento dei prezzi fu del 91 per cento... sono le produzioni "internazionali" con biglietti a prezzi alti che attenuano le nostre perdite". L'opera nella politica inglese non è mai stata formalmente abbandonata. A questo proposito, Peter Heyworth scrisse nell'Observer nel 1960 che il Covent Garden aveva "rapidamente imparato il segreto che sta alla base del genio delle istituzioni britanniche per i cambiamenti indisturbati: continuare con un rispetto puramente verbale verso una politica che ignorava sempre di più".

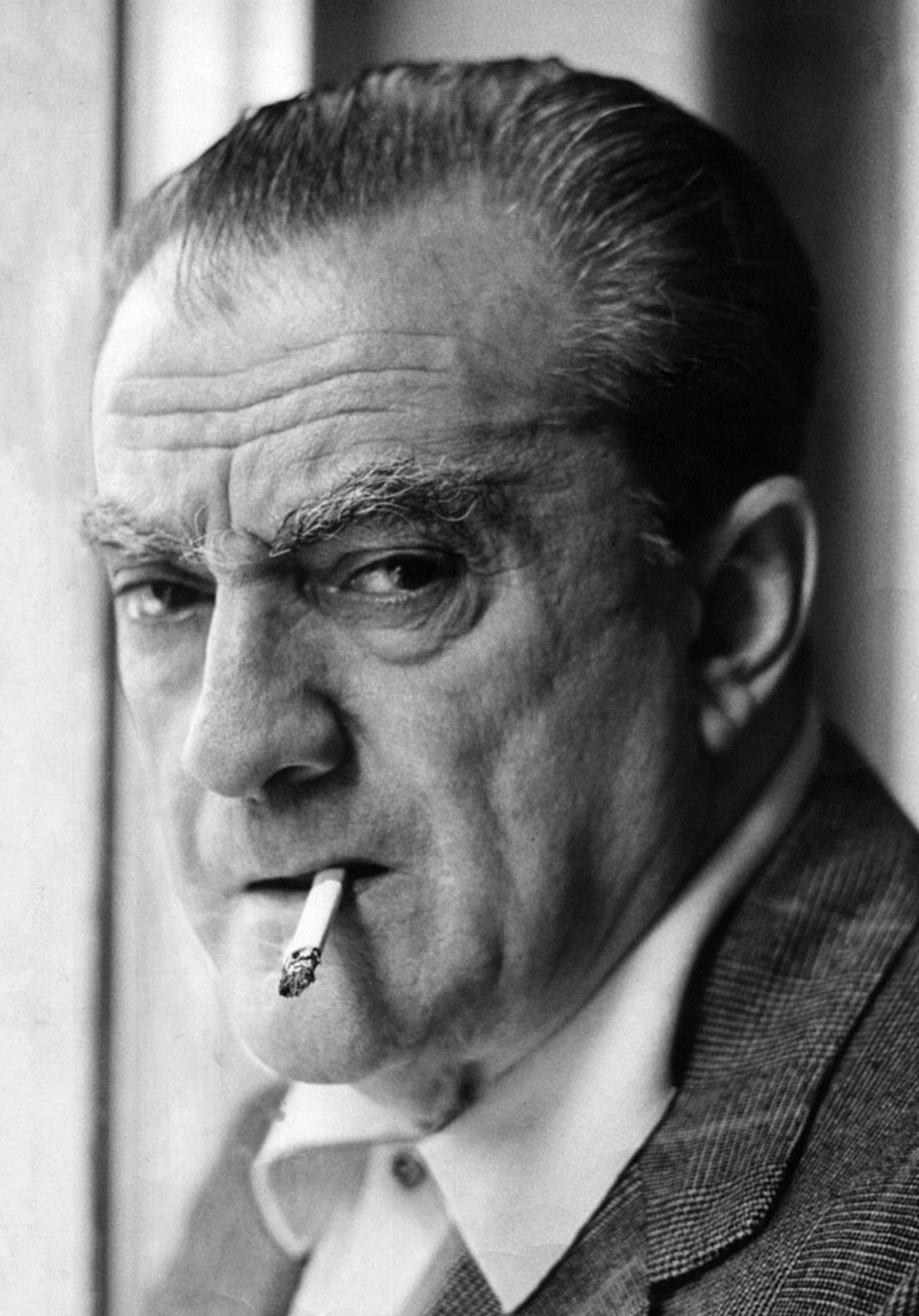
Luchino Visconti nel 1972

Entro la fine del 1950, il Covent Garden era generalmente considerato come vicino all'eccellenza delle più grandi compagnie d'opera del mondo. La sua consorella compagnia di balletto aveva ottenuto un riconoscimento internazionale e fu concessa una licenza reale nel 1956, cambiando il suo titolo in "The Royal Ballet"; la compagnia d'opera era vicina a raggiungere un simile grado di eccellenza. Due produzioni, che divennero pietre migliari, migliorarono notevolmente la sua reputazione. Nel 1957 il Covent Garden presentò la prima messa in scena professionale sostanzialmente completa in ogni teatro d'opera della grande opera di Berlioz The Trojans, con la direzione artistica di John Gielgud e diretta da Kubelík. The Times commentò: "Non è mai stato un successo, ma lo è ora". Nel 1958 il centenario del teatro fu caratterizzato dalla produzione di Luchino Visconti del Don Carlo di Verdi, con Vickers, Gobbi, Christoff, Gré Brouwenstijn e Fedora Barbieri, diretta da Carlo Maria Giulini. Il lavoro è stato poi una rarità ed era finora stato sempre considerato come impossibile da mettere in scena in modo soddisfacente, ma la produzione di Visconti fu un trionfo.

### 1960

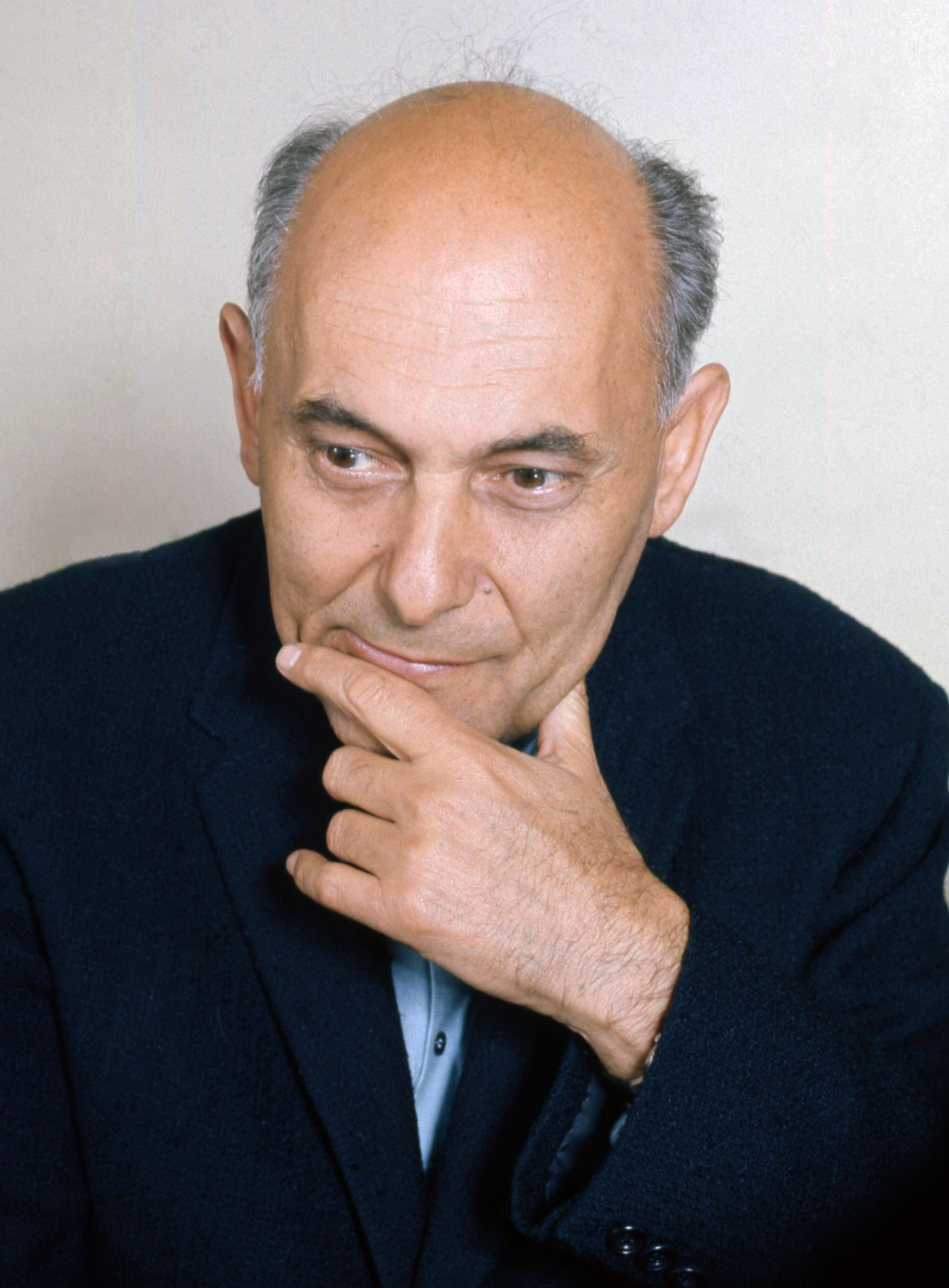
Georg Solti, direttore musicale 1961–1971

Kubelík non rinnovò il suo contratto alla scadenza, e dal 1958 ci fu un interregno fino al 1961, coperto da direttori ospiti tra cui Giulini, Kempe, Tullio Serafin, Georg Solti e lo stesso Kubelík. Nel giugno 1960 Solti fu nominato direttore musicale dalla stagione 1961 in poi. Con la sua esperienza precedente come responsabile dei teatri d'opera di Monaco e Francoforte, era stato in un primo momento incerto che il Covent Garden, che non aveva ancora saldamente raggiunto un livello internazionale superiore, fosse il posto che voleva. Bruno Walter lo convinse altrimenti e, assunse la direzione musicale nel mese di agosto 1961. La stampa gli diede un cauto benvenuto, ma c'era una certa preoccupazione per un allontanamento dalla politica originale della società:
Solti annunciò la sua intenzione di rendere il Covent Garden molto semplicemente, il miglior teatro d'opera del mondo, e nel giudizio di molti egli è riuscito nell'intento.

Fonte: Grove Dictionary of Music and Musicians 
Solti, però, era un sostenitore dell'opera in inglese e promosse lo sviluppo di cantanti britannici e del Commonwealth nella compagnia, spesso inserendoli nelle sue registrazioni e produzioni importanti in preferenza agli artisti d'oltremare. Tra coloro che vennero alla ribalta nel corso del decennio ci furono Gwyneth Jones e Peter Glossop.. Solti ha dimostrato la sua fede in opera in inglese con un programma triplo in inglese di L'Heure espagnole, Erwartung e Gianni Schicchi.. Tuttavia, Solti e Webster dovettero prendere atto dell'opposizione completa da parte di star come la Callas all'opera tradotta. Inoltre, come riconobbe Webster, i cantanti di lingua inglese volevano imparare i loro ruoli in originale in modo da poterli cantare in altri paesi e su disco. Sempre più spesso le produzioni erano in lingua originale. Per motivi di eccellenza musicale e drammatico, Solti era un forte sostenitore del sistema di pianificazione stagionale degli spettacoli, piuttosto che del sistema del repertorio tradizionale. Nel 1967, il Times ha scrisse: "I responsabili del Covent Garden oggi automaticamente si aspettano che ogni nuova produzione, e anzi ogni ripresa, sia lanciata con il cast più importante come qualsiasi cosa al Met di New York, e presentata con la stessa cura di qualsiasi cosa alla Milano o a Vienna".
Il repertorio della compagnia nel 1960 combinava le opere liriche standard e pezzi meno noti. I cinque compositori le cui opere furono date più di frequente sono Verdi, Puccini, Wagner, Mozart e Richard Strauss; il successivo compositore più eseguito fu Britten. Rarità eseguite nel 1960 sono opere di Händel e Janáček (le opere di nessun compositore sono diventate così comuni, nel teatro d'opera di allora come adesso) e opere di Gluck (Ifigenia in Tauride), Poulenc (Dialoghi dei Carmelitani), Ravel (L'heure espagnole) e Tippett (King Priam). Ci fu anche una produzione celebre di Mosè e Aronne di Schönberg nelle stagioni 1965-66 e 1966-67. Nel repertorio tradizionale, un punto culminante del decennio fu la produzione di Franco Zeffirelli di Tosca nel 1964 con la Callas, Renato Cioni e Tito Gobbi. Tra i direttori ospiti che sono apparsi al Covent Garden nel corso del 1960 ci sono stati Otto Klemperer, Pierre Boulez, Claudio Abbado e Colin Davis. I cantanti ospiti furono Jussi Björling, Mirella Freni, Sena Jurinac, Irmgard Seefried e Astrid Varnay.
La compagnia fece apparizioni occasionali lontano dalla Royal Opera House. I Tour in Gran Bretagna furono limitati a centri in cui grandi teatri erano sufficienti per ospitare le produzioni della compagnia, ma nel 1964 la compagnia diede un concerto di Otello ai the Proms di Londra. Da allora in poi la sua apparizione annuale ai Proms stata una caratteristica costante del programma della compagnia fino a tutto il 1960. Nel 1970, Solti portò la compagnia in Germania, dove diedero Don Carlos, Falstaff e un nuovo lavoro di Richard Rodney Bennett. Tutti tranne due dei principali interpreti erano inglesi. Il pubblico di Monaco di Baviera e Berlino era, secondo il Frankfurter Allgemeine Zeitung, "fuori di sé dall'entusiasmo".
Nel 1968, su raccomandazione del ministro degli Interni, James Callaghan, la Regina Elisabetta ha conferito il titolo di "The Royal Opera" alla società. Era la terza compagnia di spettacolo nel Regno Unito ad essere onorata così, dopo il Royal Ballet e la Royal Shakespeare Company.

### 1970 - 1986

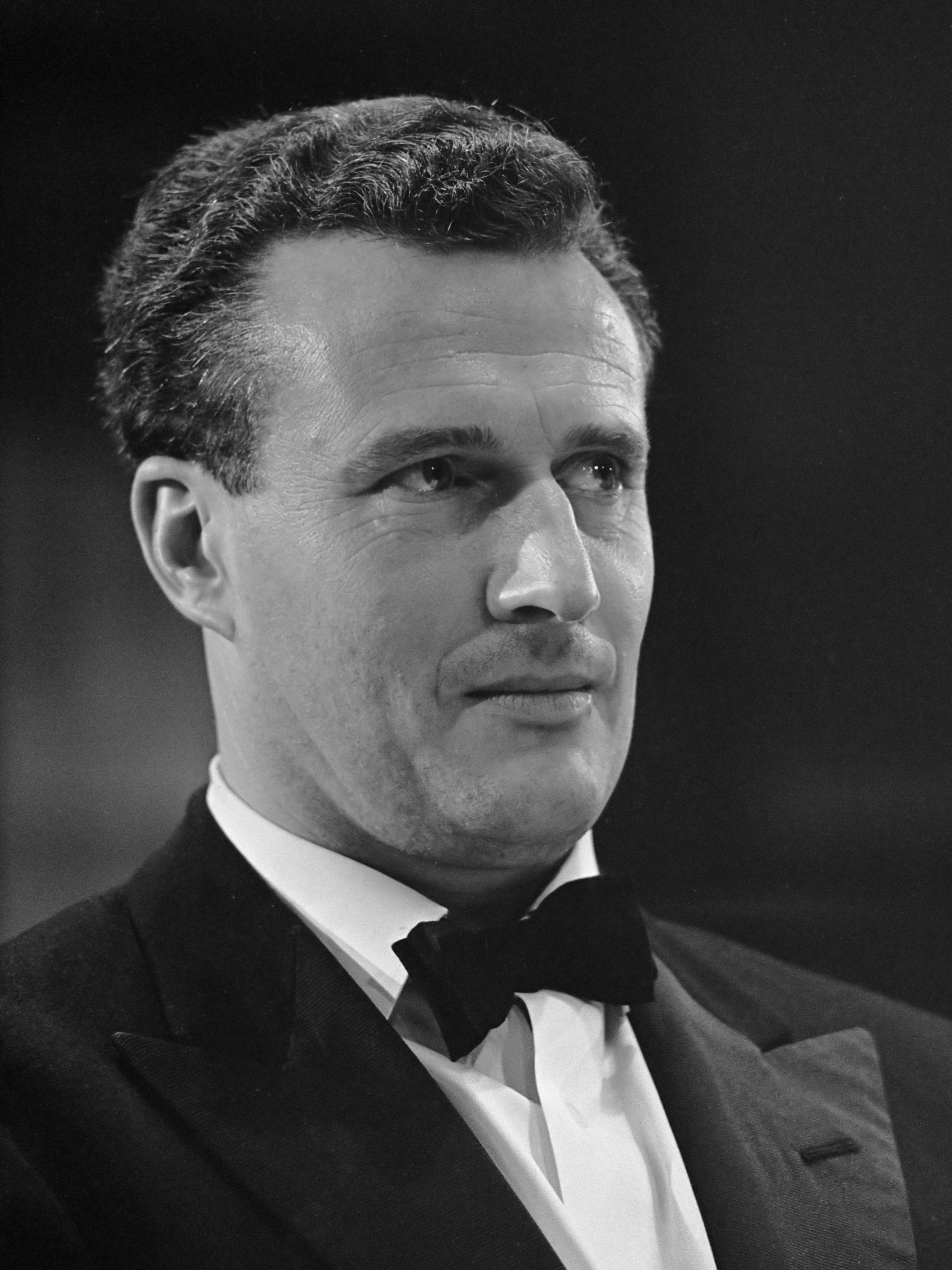
Sir Colin Davis, direttore musicale, 1971–1986, fotografato nel 1967

Webster si ritirò nel giugno del 1970. Il critico musicale Charles Osborne scrisse: "Quando è andato in pensione, ha consegnato al suo successore un'organizzazione di cui ogni teatro lirico del mondo potrebbe essere orgoglioso. Nessun monumento potrebbe essere più appropriato". Il successore fu l'ex assistente di Webster, John Tooley. Una delle ultime importanti decisioni di Webster era stata di raccomandare al consiglio che Colin Davis avrebbe dovuto essere invitato a prendere le consegne di direttore musicale quando Solti avrebbe lasciato nel 1971. Fu annunciato in anticipo che Davis avrebbe lavorato in tandem con Peter Hall, nominato direttore delle produzioni. Peter Brook aveva detenuto brevemente quel titolo nei primi giorni della società, ma in generale la struttura manageriale della compagnia d'opera differiva nettamente da quella del balletto. Quest'ultimo aveva sempre avuto un proprio direttore, subordinato al direttore generale del teatro dell'opera, ma, in pratica, com un elevato grado di autonomia. L'amministratore delegato del testro d'opera e il direttore musicale esercitavano molto più controllo giorno per giorno sulla società d'opera. Nominare una figura teatrale importante come Hall era un avvio importante. Hall, però, cambiò idea e non colse l'occasione, preferendo andare a dirigere il National Theatre. La sua defezione, e la partenza verso l'Australian Opera del capo del personale Edward Downes, noto esperto di Verdi, lasciò la compagnia indebolita sulla produzione e sulle parti musicali.
Come i suoi predecessori, Davis sperimentò l'ostilità dalle sezioni del pubblico nei suoi primi giorni in carica. La sua prima produzione dopo la presa in consegna fu una ben accolta Le nozze di Figaro, in cui Kiri Te Kanawa raggiunse la celebrità immediata, ma i fischi si sono sentiti in un "disastroso" Nabucco nel 1971 e la sua conduzione del Ring di Wagner fu in un primo confronto sfavorevole, rispetto a quello del suo predecessore. Il consiglio del Covent Garden per qualche istante pensò di sostituirlo, ma fu dissuaso dal suo presidente, Charles Moore, XI conte di Drogheda. Il Mozart di Davis era generalmente ammirato; ricevette molti elogi per aver rilanciato il poco conosciuto La clemenza di Tito nel 1974. Tra i suoi altri successi sono stati i Troiani e Benvenuto Cellini.
Sotto Davis, l'Opera introdusse le esibizioni a passeggio, dando, come scrisse Bernard Levin, "un'opportunità a chi (in particolare i giovani, ovviamente) non poteva normalmente permettersi il prezzo di biglietti di platea, di provare ad assistere dai quartieri eleganti al costo insignificante di £ 3 e la voglia di sedersi per terra ". Davis diresse oltre 30 opere durante il suo incarico di 15 anni, ma disse, "altri, come [Lorin] Maazel, Abbado e [Riccardo] Muti sarebbe venuta solo per nuove produzioni". A differenza di Rankl, e come Solti, Davis volle solo i migliori direttori del mondo al Covent Garden. Cedeva il testimone agli ospiti per le nuove produzioni, tra le quali Der Rosenkavalier, Rigoletto e Aida. In The Times, John Higgins scrisse: "Una delle caratteristiche del regime Davis è stato il diluvio di conduttori internazionali che improvvisamente sono arrivati al Covent Garden. Mentre Davis aveva il controllo, forse solo tre grandi nomi sono scomparsi dalla lista: Karajan, Bernstein e Barenboim".". Tra gli ospiti di alto profilo che dirigevano nella compagnia di Davis erano Carlos Kleiber per spettacoli di Der Rosenkavalier (1974), Elektra (1977), La bohème (1979) e Otello (1980), e Abbado che diresse Un ballo in maschera (1975), interpretato da Plácido Domingo e Katia Ricciarelli.
Oltre al repertorio standard, Davis diresse opere come Lulu e Wozzeck di Berg, The Knot Garden e The Ice Break di Tippett, e Der Zweig e Eine florentinische Tragödie di Alexander Zemlinsky.
Tra le star ospiti durante gli anni di Davis ci furono i soprani Montserrat Caballé e Leontyne Price,, i tenori Carlo Bergonzi, Nicolai Gedda e Luciano Pavarotti e il basso Gottlob Frick.. I cantanti inglesi che apparirono con la compagnia furono Janet Baker, Heather Harper, John Tomlinson e Richard Van Allan.. L'incarico di Davis, a quel tempo il più lungo nella storia della Royal Opera, terminò nel luglio 1986 non con una serata di gala, ma, per sua insistenza, con uno spettacolo da passeggio di Fidelio con prezzi di ingresso a basso costo.

### 1987 - 2002

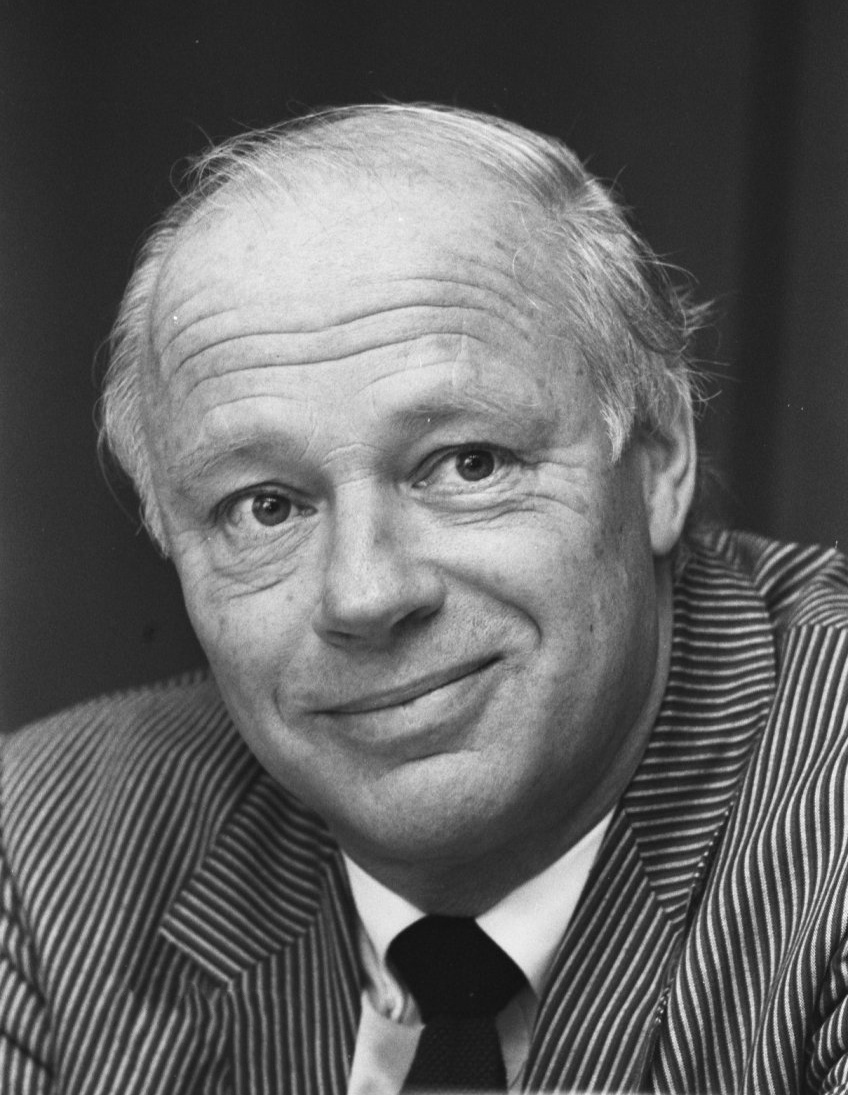
Bernard Haitink, direttore musicale 1985 - 2002

Per sostituire Davis il consiglio del Covent Garden scelse Bernard Haitink, che era allora il direttore musicale del Glyndebourne Festival. Fu molto apprezzato per l'eccellenza delle sue esecuzioni, anche se il suo repertorio non era grande. In particolare, egli non era conosciuto come interprete del repertorio operistico italiano (non ha diretto Puccini e di Verdi solo cinque opere durante la sua direzione musicale al Covent Garden). Il suo mandato iniziò bene; un ciclo di opere di Mozart, Da Ponte dirette da Johannes Schaaf fu un successo e anche se un ciclo dell'Anello con il regista russo Jurij Petrovič Ljubimov non fu completato, una rappresentazione del Ciclo di Wagner, in sostituzione, diretta da Götz Friedrich fu ben accolta. Musicalmente e drammaticamente l'azienda prosperò nel 1990. Un 1993 produzione di Die Meistersinger, condotta da Haitink e interpretata da John Tomlinson, Thomas Allen, Gösta Winbergh e Nancy Gustafson, fu ampiamente ammirata, come fu di una messa in scena de La traviata di Richard Eyre nel 1994, diretta da Solti che lanciò Angela Gheorghiu verso la celebrità.
Per qualche tempo, le considerazioni puramente musicali furono offuscate da crisi pratiche e gestionali presso la Royal Opera House. Sir John Tooley andò in pensione come direttore generale nel 1988 e il suo posto fu assegnato al dirigente televisivo Jeremy Isaacs. Tooley poi abbandonò la sua abituale reticenza e affermò che il periodo Isaacs fu un disastro, citando una cattiva gestione che non era riuscita a controllare i livelli di personale gonfiati con un conseguente forte aumento dei costi e dei prezzi dei biglietti. I rapporti non facili tra Isaacs ed i suoi colleghi, in particolare Haitink, erano anche dannosi. Tooley concluso che sotto Isaacs "Il Covent Garden era diventato un luogo di intrattenimento aziendale, non più un teatro in primo piano per gli amanti dell'opera e del balletto". Isaacs fu ampiamente accusato per le scarse relazioni pubbliche derivanti dalla serie televisiva del 1996 della BBC "La casa", in cui era permesso alle telecamere di filmare la vita giorno per giorno dietro le quinte delle compagnie d'opera e balletto e la gestione del teatro. The Daily Telegraph commentò: "Per anni, l'Opera House era stata sinonimo di cattiva gestione e caos. I suoi meccanismi più interni sono stati esposti al pubblico ludibrio, come una telecamera nascosta, dalla serie della BBC The House".
Nel 1995, la Royal Opera annunciò un "Festival di Verdi", di cui la forza trainante fu il più importante verdiano della compagnia, Sir Edward Downes, ormai tornato dall'Australia. Lo scopo era di presentare tutte le opere di Verdi, sia sul palco che in concerto, tra il 1995 e il centenario della morte di Verdi, 2001. Quelle opere sostanzialmente riscritte dal compositore nella sua lunga carriera, come il Simon Boccanegra, furono date in entrambe le loro versioni, originale e modificata. Il festival non riuscì a mettere in scena un ciclo completo di Verdi; la chiusura del teatro dell'opera interruppe molti piani, ma come "The Guardian" ha puntualizzato, "Downes era comunque riuscito ad introdurre, sia sotto la propria bacchetta che quella altrui, la maggior parte delle grandi opere e molte delle minori del maestro italiano."
L'evento più dirompente del decennio sia per l'opera che per le compagnie di ballo fu la chiusura della Royal Opera House tra il 1997 e il 1999 per una profonda ristrutturazione. The Independent on Sunday affermò che Isaacs "gestì irrimediabilmente male la chiusura del Teatro durante la sua riqualificazione". Isaacs, afferma il documento, rifiutò la possibilità di uno spostamento temporaneo al Lyceum Theatre, quasi accanto al teatro dell'opera, puntando le sue speranze su un nuovo edificio temporaneo proposto sulla South Bank di Londra. A questo progetto fu rifiutato il permesso di programmazione, lasciando le compagnie d'opera e balletto senza una sede. Isaacs si è dimesso nel dicembre 1996, nove mesi prima della scadenza del suo contratto. Haitink, ormai disgustato dagli eventi, minacciò di andarsene, ma fu convinto a rimanere e mantenere l'azienda d'opera in attività in una serie di sedi temporanee in teatri di Londra e sale da concerto. Un ciclo semi-scenico dell'Anello alla Royal Albert Hall, con Tomlinson, Anne Evans e Hildegard Behrens, si guadagnò recensioni superlative e attirò molti nuovi ammiratori di Haitink e della compagnia.
Dopo che Isaacs ebbe lasciato, ci fu un periodo di instabilità gestionale, con tre amministratori delegati in tre anni. Il successore di Isaacs, Genista McIntosh, si dimise a maggio 1997, dopo cinque mesi, adducendo problemi di salute. Il suo posto fu occupato da Mary Allen, che si era spostata in questa occupazione, provenendo dall'Arts Council. La scelta della Allen non era conforme alle le regole del Consiglio per tali nomine e in seguito ad un rapporto sfavorevole della House of Commons Select Committee sulla gestione del teatro dell'opera, si dimise nel marzo 1998, così come l'intero consiglio di amministrazione del teatro d'opera, tra cui il presidente, Lord Chadlington. Un nuovo consiglio nominò Michael Kaiser, come direttore generale, nel settembre 1998. Egli ha curato il restauro delle finanze delle due società e la riapertura del teatro dell'opera. È stato ampiamente riconosciuto come un successo e ci fu una certa sorpresa quando lasciò nel giugno del 2000, dopo meno di due anni, per lanciare il Kennedy Center in Washington, D.C.
L'ultima musica operistica ad essere ascoltata nel vecchio teatro era stato il finale del Falstaff, diretto da Solti, con i cantanti guidati da Bryn Terfel, in un'opera e balletto per un Galà di addio congiunto nel luglio 1997. Quando il teatro riaprì nel dicembre 1999, magnificamente restaurato, Falstaff fu l'opera data nella serata di apertura, condotta da Haitink, ancora una volta con Terfel nel ruolo del protagonista.

### 2002 - 2015

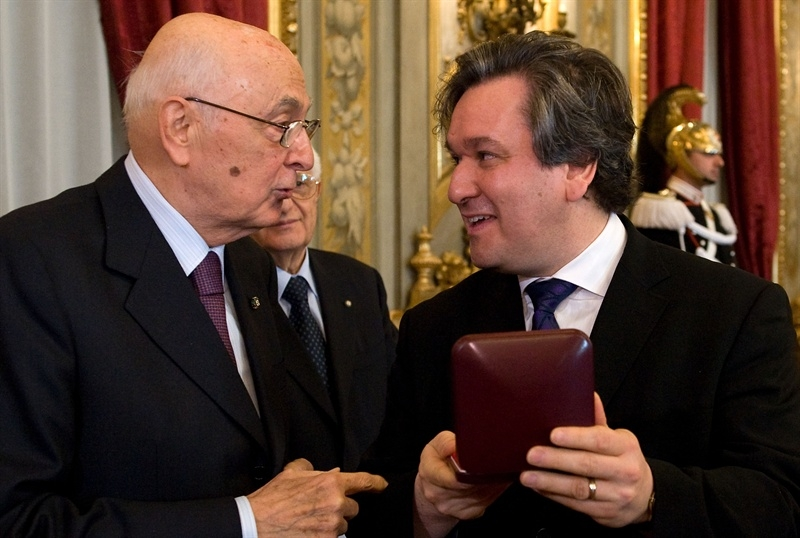
Antonio Pappano (a destra), direttore musicale dal 2002, con il Presidente italiano Giorgio Napolitano

Dopo anni di interruzioni e di conflitto, la stabilità fu ripristinata al teatro dell'opera ed alle due compagnie, dopo la nomina, nel maggio 2001, di un nuovo amministratore delegato, Tony Hall, un ex alto dirigente della BBC. L'anno successivo Antonio Pappano succedette ad Haitink come direttore musicale della Royal Opera. Dopo il risanamento, un secondo auditorium, più piccolo, il Teatro Studio Linbury, fu reso disponibile per le produzioni su piccola scala della Royal Opera e del Royal Ballet, per le aziende in visita e per il lavoro prodotto nel programma ROH2, che supporta i lavori nuovi e la crescita professionale degli artisti. La Royal Opera incoraggia i giovani cantanti all'inizio della loro carriera con il programma Jette Parker Young Artists; i partecipanti sono membri stipendiati della compagnia e vengono educati quotidianamente su tutti gli aspetti dell'opera lirica.
Oltre alle opere canoniche del repertorio operistico, la Royal Opera ha presentato molti pezzi meno noti dal 2002, tra cui Adriana Lecouvreur di Cilea, Cendrillon di Massenet, Il giocatore di Prokof'ev, La sposa dello Zar di Rimsky-Korsakov, Il turco in Italia di Rossini, Niobe di Steffani, The Tsarina's Slippers di Tchaikovsky. Tra i compositori le cui opere sono state in prima assoluta ci furono Thomas Adès, Harrison Birtwistle, Lorin Maazel e Nicholas Maw.
Le produzioni nei primi cinque anni del mandato di Pappano hanno spaziato da Lady Macbeth of Mtsensk, di Shostakovich (2004), Sweeney Todd di Stephen Sondheim (2003), interpretato da Thomas Allen e Felicity Palmer. Il Ciclo dell'anello di Pappano, iniziato nel 2004 e messo in scena come una tetralogia completa nel 2007, è stato elogiato come precedentemente quello di Haitink, per la sua eccellenza musicale; fu messo in scena in una produzione descritta da Richard Morrison del Times come "tanto deriso per aver miscelato il casalingo... lo strambo ed il cosmico". Durante il mandato di Pappano, i suoi predecessori Davis e Haitink sono entrambi ritornati come ospiti. Haitink diresse Parsifal, con Tomlinson, Christopher Ventris e Petra Lang nel 2007, e Davis diresse quattro opere di Mozart tra il 2002 e il 2011, Ariadne auf Naxos di Richard Strauss nel 2007 e Hänsel and Gretel di Humperdinck nel 2008. Nel 2007, Sir Simon Rattle ha diretto una nuova produzione di Pelléas et Mélisande di Debussy interpretata da Simon Keenlyside, Angelika Kirchschlager e Gerald Finley.
La compagnia visitò il Giappone nel 2010, presentando una nuova produzione di Manon e La traviata nella produzione di Eyre. Mentre la compagnia principale era all'estero, una società più piccola rimaneva a Londra, presentando Niobe, Così fan tutte e Don Pasquale al Covent Garden.
Nel 2010, la Royal Opera House ricevette un sussidio statale di poco più di 27 milioni di £, se paragonato al contributo di £ 15 milioni del 1998. Tale somma fu divisa tra l'opera, le compagnie di balletto e il costo di gestione dell'edificio. Rispetto ai teatri d'opera in Europa continentale, il sussidio pubblico del Covent Garden è rimasto basso come percentuale del suo reddito - tipicamente il 43%, contro il 60% della sua controparte a Monaco di Baviera.
Nella seconda parte del 2000 la Royal Opera ha dato una media di 150 spettacoli ogni stagione, che dura da settembre a luglio, circa 20 opere, quasi la metà delle quali erano nuove produzioni. Le produzioni nella stagione 2011-12 comprendono una nuova opera (Miss Fortune) di Judith Weir, e le prime esibizioni dei Troiani al Covent Garden dal 1990, condotto da Pappano, e interpretato da Bryan Hymel, Eva-Maria Westbroek e Anna Caterina Antonacci. Fin dall'inizio della stagione 2011-12 Kasper Holten divenne direttore della Royal Opera, affiancato da John Fulljames come Direttore associato dell'Opera. Alla fine della stagione 2011-12 ROH2, il ramo contemporaneo di The Royal Opera House, fu chiuso. La responsabilità per la programmazione contemporanea fu divisa tra i programmi di Studio della Royal Opera ed il Royal Ballet.
Sin dall'inizio della stagione 2012-13 la Royal Opera ha continuato a montare circa 20 produzioni e circa sette nuove produzioni ogni stagione. La stagione 2012-13 si aprì con una ripresa di L'Anello del Nibelungo, diretto da Keith Warner; nuove produzioni in quella stagione comprendono Roberto il diavolo, diretto da Laurent Pelly, Eugene Onegin, diretto da Holten, La donna del lago, diretto da Fulljames, e la prima in UK di Written on Skin, composta da George Benjamin e diretto da Katie Mitchell. Le produzioni da parte del programma Studio comprendono la prima mondiale de La figlia del fabbricante di fuochi d'artificio di David Bruce (ispirato al romanzo omonimo di Philip Pullman), diretta da Fulljames e la prima messa in scena nel Regno Unito de L'importanza di chiamarsi Ernesto, di Gerald Barry, diretto da Ramin Gray.
Le nuove produzioni nella stagione 2013-14 comprendono I vespri siciliani, diretta da Stefan Herheim, Parsifal, diretta da Stephen Langridge, Don Giovanni, diretta da Holten, La donna senz'ombra, diretta da Claus Guth, e Manon Lescaut, diretta da Jonathan Kent e nel programma di studio la prima mondiale di Through His Teeth, di Luca Bedford e la première londinese di Quartett di Luca Francesconi, diretta da Fulljames. Questa stagione ha visto anche la prima produzione di una collaborazione triennale tra la Royal Opera e Welsh National Opera, con la messa in scena di Moses und Aron nel 2014, Peter Pan di Richard Ayre nel 2015 e una nuova commissione nel 2016 per celebrare i 70 anni di WNO. Altri eventi in questa stagione comprendono la prima collaborazione di The Royal Opera col Shakespeare's Globe, Holten che dirige L'Ormindo alla Sam Wanamaker Playhouse, di recente apertura. In The Guardian Tim Ashley ha scritto, "una serata più raffinata sarebbe difficile immaginare"; Dominic Dromgoole, direttore del teatro ha espresso la speranza che la collaborazione con la Royal Opera sarebbe diventato un appuntamento annuale. La produzione fu ripresa a febbraio 2015.

## Direttori amministrativi e musicali dal 1946 al 2015
| Royal Opera House Amministratore delegato               | Compagnia d'Opera Direttore musicale | Direttore dell'Opera                              | Note e riferimenti |
| 1946–1970 David Webster                                 | 1946–1951 Karl Rankl                 | nessuno                                           | 1946–1980 Amministratore Delegato chiamato "Amministratore Generale"                                                                           |
| 1946–1970 David Webster                                 | nessuno                              | nessuno                                           | – |
| 1946–1970 David Webster                                 | 1955–1958 Rafael Kubelík             | nessuno                                           | – |
| 1946–1970 David Webster                                 | nessuno                              | 1959–1960 George Lascelles, VII Conte di Harewood | il titolo di Harewood era "Controllo pianificazione delle Opere"                                                                               |
| 1946–1970 David Webster                                 | nessuno                              | 1960–1962 Bernard Keeffe                          | il titolo di Keeffe era "Controllo pianificazione delle Opere"                                                                                 |
| 1946–1970 David Webster                                 | 1961–1971 Georg Solti                | 1960–1962 Bernard Keeffe                          | – |
| 1946–1970 David Webster                                 | 1961–1971 Georg Solti                | 1962–1971 Joan Ingpen                             | Il titolo di Ingpen era "Controllo pianificazione delle Opere"                                                                                 |
| 1970–1988 John Tooley                                   | 1961–1971 Georg Solti                | 1962–1971 Joan Ingpen                             | From 1980, Il titolo di Tooley era "Direttore Generale"                                                                                        |
| 1970–1988 John Tooley                                   | 1971–1986 Colin Davis                | nessuno                                           | – |
| 1970–1988 John Tooley                                   | 1971–1986 Colin Davis                | 1973–1981 Helga Schmidt                           | Il titolo di Schmidt era primo "Capo pianificazione delle Opere" poi "Amministratore artistico"                                                |
| 1970–1988 John Tooley                                   | 1971–1986 Colin Davis                | 1983–1987 Peter Katona                            | Il titolo di Katona era "Amministratore artistico" Attualmente è "Direttore del Casting"                                                       |
| 1970–1988 John Tooley                                   | 1987–2002 Bernard Haitink            | 1987–1993 Paul Findlay                            | Sin dal 1980, il titolo "Direttore musicale" è stato adottato al posto di "Direttore Musicale" il titolo di Findlay era "Direttore dell'Opera" |
| 1988–1996 Jeremy Isaacs                                 | 1987–2002 Bernard Haitink            | 1987–1993 Paul Findlay                            | Il titolo di Isaac era"Direttore Generale" |
| 1988–1996 Jeremy Isaacs                                 | 1987–2002 Bernard Haitink            | 1993–1998 Nicholas Payne                          | Il titolo di Payne era "Direttore dell'opera"                                                                                                  |
| gennaio – May 1997 Genista McIntosh                     | 1987–2002 Bernard Haitink            | 1993–1998 Nicholas Payne                          | Il titolo di McIntosh era "Amministratore Delegato"                                                                                            |
| settembre 1997 – marzo 1998 Mary Allen                  | 1987–2002 Bernard Haitink            | 1993–1998 Nicholas Payne                          | Il titolo di Allen era "Amministratore Delegato"                                                                                               |
| settembre 1998 – giugno 2000 Michael Kaiser             | 1987–2002 Bernard Haitink            | nessuno                                           | Il titolo di Kaiser era "Amministratore delegato"                                                                                              |
| none                                                    | 1987–2002 Bernard Haitink            | 2000–2011 Elaine Padmore                          | Il titolo di Padmore era "Direttore dell'Opera"                                                                                                |
| maggio 2001 – 2013 Tony Hall, Barone Hall di Birkenhead | 1987–2002 Bernard Haitink            | 2000–2011 Elaine Padmore                          | Il titolo di Hall era "Amministratore delegato"                                                                                                |
| maggio 2001 – 2013 Tony Hall, Barone Hall di Birkenhead | 2002–oggi Antonio Pappano            | 2000–2011 Elaine Padmore                          | – |
| maggio 2001 – 2013 Tony Hall, Barone Hall di Birkenhead | 2002–oggi Antonio Pappano            | 2011–oggi Kasper Holten                           | Il titolo di Holten è "Direttore dell'Opera"                                                                                                   |
| 2013– Alex Beard                                        | 2002–oggi Antonio Pappano            | 2011–oggi Kasper Holten                           | Il titolo di Beard è "Amministratore delegato"                                                                                                 |

### Annotazioni
1. ↑  Gli altri membri erano Sir Kenneth Clark, Sir Stanley Marchant, William Walton e, da Boosey e Hawkes, Leslie Boosey e Ralph Hawkes. Keynes morì nel 1946 e gli succedette come presidente il ministro in pensione Lord Waverley, che servì fino alla sua morte nel 1958.[7][8]
2. ↑  Webster utilizzò il titolo di "amministratore generale" per tutta la sua permanenza al Covent Garden.[11]
3. ↑  I più importanti furono Edith Coates come Carmen, con Kenneth Neate, Dennis Noble, Muriel Rae, David Franklin, Grahame Clifford, Audrey Bowman e Constance Shacklock..[21]
4. ↑   Rankl era contrario a permettere ad eventuali estranei di condurre la sua compagnia, anche se assegnava esecuzioni di opere che non gli piacevano ai direttori del suo staff, Peter Gellhorn e Reginald Goodall..[26]
5. ↑  Questa somma è pari al 12½ pence, in termini decimali; circa £ 3,50 in termini di prezzi al dettaglio al 2010.[29]
6. ↑  Kubelik aggiunse che alcune opere sono intraducibili, in particolare quelle Wagner.[34]
7. ↑  Dopo che la prassi generale era cambiata, usando la lingua originale, c'erano ancora produzioni occasionali presentate tradotte, come I Carmelitani di Poulenc, interpretato da Régine Crespin, Valerie Masterson e Felicity Lott nel 1983,[42] e The Cunning Little Vixen di Janáček sotto Sir Charles Mackerras nel 2010.[43]
8. ↑  Le ultime prestazioni del Covent Garden erano state date da Beecham nel 1933.[48]
9. ↑  Il giornalista musicale Norman Lebrecht afferma che Solti era contrario all'opera in inglese, ma non cita alcuna prova a sostegno della dichiarazione.[56]
10. ↑  Sotto il vecchio sistema di repertorio, una compagnia avrebbe avuto un certo numero di opere nel suo repertorio, e queste sarebbero state interpretate per tutta la stagione in una successione di uno o due spettacoli a notte, con poca o nessuna prova ogni volta. Nel sistema a stagione, invece, le opere sarebbero state riprese in blocchi di forse dieci o più spettacoli, interamente provate ad ogni ripresa.
11. ↑  Nel Regno Unito l'ultima stagione della compagnia lontana da Londra era stata a Manchester nel 1983.[72]
12. ↑  In termini correnti, £ 3 nel 1973 valevano un po' meno di £ 30 (nel 2010), a fronte di un tipico prezzo normale del biglietto di platea tra £ 100 e £ 200 (2011), a seconda dell'opera lirica e della posizione all'interno della platea.[29][85]
13. ↑  Rodney Milnes delineò alcuni degli episodi catturati dalla macchina fotografica: "la rivelazione del capo del commissionario di ciò che accade nei box è particolarmente intrigante... Un cavallo cade attraverso il set di Katya Kabanova... Vengono concordati dei saccheggi nel momento in cui Carmen viene accoltellata in scena. Una famiglia nera dal sud di Londra che assiste ad una rappresentazione a prezzo ridotto di una settimana Hamlyn viene spettacolarmente mal indirizzata alla galleria economici per errore da uscieri con la puzza sotto il naso ... intrattenimento aziendale dilagante, con gli sponsor che vantano l'esclusività della casa e allegramente indifferente al l'uso di denaro pubblico per usarlo così ".[99]
14. ↑   Nelle pagine artistiche de The Financial Times, Andrew Clark scrisse: "Si è rivolto al più alto numero di persone che la tetralogia di Wagner abbia probabilmente mai visto in una sola seduta. I biglietti erano andati esauriti con settimane di anticipo, con il 20 per cento che costava soli £. 7,50 per ciascuna delle quattro serate. La scena, uno stretto promontorio di fronte all'orchestra, deve essere stata la più economica nella storia dell'Anello, neppure i costumi, tutti neri, potevano costare molto, eppure le esecuzioni pulsavano con il dramma umano ".[105]
15. ↑  Solti, Davis e Haitink, tutti diressero in questo gala. Verdi era la penultima voce sul programma. Il gala si chiuse con Darcey Bussell che ballava su un palcoscenico nudo, circondato da entrambe le compagnie, mentre la Fata Lilla metteva simbolicamente il Teatro a dormire, alla fine del primo atto di La Bella Addormentata.[110]
16. ↑  Il piano originale era stato di aprire con Le Grand Macabre di György Ligeti, ma la macchina scenica necessaria non era pronta in tempo e la stagione leggermente in ritardo iniziò con Falstaff.[112]

### Fonti
1. ↑  Goodman and Harewood, p. 9
2. ↑  "History" Archiviato il 7 aprile 2014 in Internet Archive., Royal Opera House, retrieved 17 dicembre 2012
3. ↑  "Drury-Lane Theatre", The Times, 13 dicembre 1858, p. 10
4. ↑  Haltrecht, p.18
5. ↑  Haltrecht, p. 51
6. ↑  Haltrecht, pp. 52 and 58
7. ↑  "Covent Garden Opera and Ballet", The Times, 20 luglio 1944, p. 6
8. ↑  Haltrecht, p. 57
9. ↑  Haltrecht, p. 52
10. ↑  Jefferson, 190–192
11. ↑  Haltrecht, p. 307
12. 1 2  "Opera in English – A New Policy for Covent Garden – Mr. Rankl Appointed Musical Director", The Times, 17 giugno 1946, p. 8
13. 1 2 3  Haltrecht, pp. 54–56
14. ↑  Haltrecht, p. 58
15. ↑  Haltrecht, p. 64
16. ↑  Haltrecht, p. 78
17. ↑  Haltrecht, p. 79
18. ↑  Howes, Frank. "Rankl, Karl", Grove Music Online Oxford Music Online, retrieved 26 agosto 2011
19. ↑  "Music this Week", The Times, 9 dicembre 1946, p. 6
20. ↑  "Opera at Covent Garden", Tempo, Summer 1947, pp. 19–21, and Stuart, Charles. "The English Season at Covent Garden", The Musical Times, 1 maggio 1947, pp. 168–169
21. 1 2  "The Royal Opera – Carmen", The Times, 15 gennaio 1947, p. 6
22. ↑  "The Royal Opera – Turandot", The Times, 30 maggio 1947, p. 6
23. ↑  "Covent Garden Opera", The Times, 7 settembre 1948, p. 6
24. ↑  "'The Valkyrie' in English", The Times, 3 marzo 1948, p. 8
25. ↑  "Opera in English – Long-Term Policy", The Times, 3 dicembre 1948, p. 7
26. ↑  Gilbert and Shir, p. 74
27. ↑  Haltrecht, p. 150
28. ↑  Haltrecht, p. 152
29. 1 2  Williamson, Samuel H. "Five Ways to Compute the Relative Value of a UK Pound Amount, 1830 to Present", MeasuringWorth, retrieved 17 settembre 2011
30. ↑  Royal Opera House Archive Performance Database: P Archiviato il 18 maggio 2014 in Internet Archive. (Britten and Vaughan Williams); Royal Opera House Archive Performance Database: O Archiviato il 18 maggio 2014 in Internet Archive. (Bliss); and Royal Opera House Archive Performance Database: T Archiviato il 18 maggio 2014 in Internet Archive. (Walton); all retrieved 9 febbraio 2012
31. ↑  Sutcliffe, Tom. "Elders and Betters", The Musical Times, 1 giugno 1993, pp. 324–327
32. ↑  Haltrecht, pp. 185–190
33. ↑  Haltrecht, p. 191
34. ↑  "Mr. Kubelik on Opera at Covent Garden", The Times, 30 settembre 1955, p. 3
35. ↑  Beecham, Sir Thomas. "Opera at Covent Garden", The Times, 27 giugno 1956, p. 11
36. 1 2  Temperley. Nicholas, et al. "London (i)", Grove Music Online, Oxford Music Online retrieved 28 agosto 2011  (Evans), and Haltrecht, pp. 131–132 (Sutherland), 229 (Carlyle, Shuard and Vickers), 287 (Langdon), 215 (Morison), 287 (Veasey) and 288 (Collier)
37. ↑  Goodman and Harewood, p. 10
38. ↑  Drogheda et al, p. 143 (Callas), Haltrecht, pp. 134–135 (Christoff), "The Royal Opera – 'Manon'", The Times, 6 dicembre 1950, p. 8 (de los Ángeles), Haltrecht, pp. 281–282 (Gobbi) and p. 227 (Nilsson)
39. ↑  Haltrecht, p. 219; and "Jenůfa – 10 dicembre 1956 Evening" Archiviato il 14 dicembre 2014 in Internet Archive., Royal Opera House Archive, Performance Database, retrieved 8 febbraio 2011
40. ↑  "Covent Garden States the Case for its Present Operatic Policy", The Times, 9 dicembre 1959, p. 4
41. ↑  Heyworth, Peter. "The State of Covent Garden", The Observer, 24 luglio 1960, p. 25
42. ↑  "Opera", The Times, 16 aprile 1983, p. 7
43. ↑  Mellor, David. "Driven wild by a little Vixen", The Mail on Sunday, 28 marzo 2010
44. 1 2  Haltrecht, p. 237
45. ↑  Rosenthal, p. 669
46. ↑  "'The Trojans' at Covent Garden", The Times, 7 giugno 1957, p. 3
47. ↑  Haltrecht, p. 235
48. 1 2  "An Outstanding International Cast in a Special Production: Verdi's 'Don Carlos' at Covent Garden", The Illustrated London News, 17 May 1958, p. 838
49. ↑  Haltrecht, p. 236
50. ↑  Haltrecht, pp. 243 (Giulini), 230 (Kempe), 244 (Serafin), and 257 (Solti), and Boris Godunov Archiviato il 20 marzo 2021 in Internet Archive., Royal Opera House Collections Online, retrieved 17 settembre 2011 (Kubelík)
51. ↑  "Covent Garden Post for Mr. Solti", The Times, 2 luglio 1960, p. 8
52. ↑  Haltrecht, p. 264
53. ↑  "Covent Garden Reinforced", The Times, 2 luglio 1960, p. 9
54. ↑   Jacobs, Arthur e José, A. Bowen, "Solti, Sir Georg", collana Grove Music Online, Oxford Music Online. URL consultato il 29 agosto 2011.
55. 1 2 3  "What Sort of Opera for Covent Garden?", The Times, 9 dicembre 1960, p. 18
56. ↑  Lebrecht, pp. 228–229
57. ↑  Haltrecht, p. 295
58. ↑  Alan Blyth "Obituaries"[collegamento interrotto], The Gramophone, luglio 1971, p. 31
59. ↑  "Solti's Success with Opera in English", The Times, 18 giugno 1962, p. 5
60. 1 2  "Sir David Webster's 21 Years at Covent Garden", The Times, 12 aprile 1965, p. 14
61. ↑  "Twenty marvellous years at Covent Garden", The Times, 13 gennaio 1967, p. 14
62. ↑  Goodman and Harewood, p. 57
63. ↑  Haltrecht, pp. 264 (Gluck), 229 (Poulenc), 267 (Ravel) and 269 (Tippett)
64. ↑  Goodman and Harewood, pp. 57–59
65. ↑  Haltrecht, p. 281
66. ↑  Drogheda et al, p. 151 (Klemperer), "Boulez at Covent Garden", The Times, 15 ottobre 1969 (Boulez), "Strong cast for Garden Carlos", The Times, 20 giugno 1968, p. 9 (Abbado), and Haltrecht, p. 301 (Davis)
67. ↑  "Björling in Bohème", The Times 11 marzo 1960, p. 15 (Björling), "Gemlike Freni Against a Shabby Setting", The Times 9 giugno 1965, p. 16 (Freni), "Miss Jurinac as Mimi", The Times 29 aprile 1963 (Jurinac), "Outstanding Octavian", The Times 3 ottobre 1962, p. 12 (Seefried), and "Covent Garden's new opera plan", The Times, 20 giugno 1967, p. 6 (Varnay)
68. ↑  Haltrecht, p. 198
69. ↑  "Covent Garden Otello at the Proms", The Times, 7 agosto 1964, p. 14
70. ↑  Goodman and Harewood, p. 11
71. ↑  Citato in Lebrecht, p. 281
72. ↑  Morris, Michael. "Manchester opera season to go ahead", The Guardian, 30 dicembre 1982, p. 2
73. ↑  "The Royal Opera", The Times, 24 ottobre 1968, p. 3
74. ↑  Osborne, Charles. "David Webster", The Musical Times, 1 luglio 1971, p. 694
75. ↑  Donaldson, p. 148
76. ↑  Gilbert and Shir, pp. 83–89
77. 1 2  "The Knight at the Opera", The Times, 24 novembre 1980, p. 16
78. ↑  Boursnell and Thubron, p. 54
79. ↑  Haltrecht, p. 301
80. ↑  Waymark, Peter. "Peter Hall will not take Royal Opera job", The Times, 8 luglio 1971, p. 1, and Haltrecht, p. 301
81. 1 2 3  Gilbert and Shir, p. 460
82. 1 2 3  Levin, Bernard. "Goodbye to the Garden – Tribute to Sir Colin Davis", The Times, 19 luglio 1986
83. ↑  Donaldson, p. 156
84. 1 2 3 4 5  Canning, Hugh. "Forget the booing, remember the triumph", The Guardian, 19 luglio 1986, p. 11
85. ↑  "Seating Plans and Ticket Prices" Archiviato il 5 gennaio 2012 in Internet Archive., Royal Opera House, retrieved 17 settembre 2011
86. 1 2  Porter, Andrew and Alan Blyth. "Davis, Sir Colin", Grove Music Online, Oxford Music Online, retrieved 30 agosto 2011
87. ↑  Mr. Georg Solti's First Two Years at Covent Garden", The Times, 26 luglio 1963, p. 16
88. ↑  Higgins, John. "A chance to pursue freedom afresh – Profile of Sir Colin Davis", The Times, 16 luglio 1986
89. ↑  "Carlos Kleiber" Archiviato il 13 dicembre 2013 in Internet Archive., Royal Opera House Collections Online, retrieved 31 agosto 2011
90. ↑  "Un ballo in maschera – 30 gennaio 1975" Archiviato il 30 marzo 2012 in Internet Archive., Royal Opera House Collections Online, retrieved 31 agosto 2011
91. ↑  Higgins, John. "Nicolai Gedda: the gift of tongues", The Times 21 giugno 1972, p. 9 (Caballe), and Sadie, Stanley. "Aida, Covent Garden", The Times, 24 marzo 1973, p 9 (Price)
92. ↑  "Bergonzi returning to Covent Garden", The Times, 15 febbraio 1971, p. 10 (Bergonzi), Higgins, John. "Nicolai Gedda: the gift of tongues", The Times 21 giugno 1972, p. 9 (Gedda), and Higgins, John. "La Bohème, Covent Garden", The Times, 16 gennaio 1976, p. 11 (Pavarotti)
93. ↑  "Gottlob Frick for Parsifal", The Times, 20 aprile 1971, p. 10
94. ↑  "Owen Wingrave, Royal Opera House", The Times, 11 maggio 1973, p. 11 (Baker and Harper), Finch, Hilary. "Bartók's mystery Castle", The Times, 7 aprile 1981, p. 15 (Tomlinson), and Mann, William. "A Sutherland jubilee", The Times, 6 dicembre 1977, p. 15 (Van Allan)
95. 1 2 3 4  Clements, Andrew. "A great musician – but that was not enough", The Guardian, 21 giugno 2002
96. ↑  Seckerson, Edward. "Midsummer magic in the air", The Independent, 11 ottobre 1993
97. ↑  Canning, Hugh. "Triumph of the spirit – Opera", The Sunday Times, 4 dicembre 1994
98. 1 2 3 4 5 6  Fay, Stephen. "Book review: Torn curtain – Never Mind the Moon by Jeremy Isaacs", The Independent on Sunday, 21 novembre 1999
99. ↑  Milnes Rodney. Will the Garden ever bloom again? The Times, 10 gennaio 1996
100. ↑  Thomas, David. "All's well in Tony's house – Where chaos and darkness once reigned, all now seems sweetness and light – and profit". The Daily Telegraph, 29 agosto 2004
101. ↑  Canning, Hugh. "A force to be reckoned with", The Sunday Times, 7 May 1995
102. ↑  McKee, Victoria. "Viva Verdi: a tale of two festivals", The Independent, 9 giugno 1995
103. ↑  Seckerson, Edward. "Opera – Simon Boccanegra", The Independent, 6 luglio 1995
104. ↑  Blyth, Alan and David Nice. "Obituary: Sir Edward Downes: Leading conductor of Verdi at Covent Garden, and a stalwart champion of Prokofiev ", The Guardian, 15 luglio 2009
105. ↑  Clark, Andrew. "A back-to-basics ' Ring'", The Financial Times, 6 ottobre 1998
106. ↑  Lebrecht, pp. 417–419
107. ↑  "Report on funding and management at the Royal Opera House", Select Committee on Culture, Media and Sport, 1998
108. ↑  Williams, Alexandra. "Arts: Ex-chairman damns Opera House report", The Independent, 12 dicembre 1997
109. ↑  "Kaiser the rescuer takes off for Kennedy", The Evening Standard, 13 dicembre 2000
110. ↑  Whitworth, Damian e Dalya Alberge. "Opera buffs round off gala night with a takeaway", The Times, 15 luglio 1997
111. ↑  Canning, Hugh. "Back in business", The Sunday Times, 12 dicembre 1999
112. ↑  Alberge, Dalya. "Royal Opera opens with dark farce", The Times, 24 novembre 1999
113. ↑  "Opera development" Archiviato il 5 ottobre 2011 in Internet Archive., Royal Opera House, retrieved 27 agosto 2011
114. ↑  "Jette Parker Young Artists Programme", Royal Opera House, retrieved 19 dicembre 2012
115. ↑  "Recently on stage" Archiviato il 7 ottobre 2009 in Internet Archive., Royal Opera House, retrieved 28 agosto 2011
116. ↑  "The Tempest" Archiviato il 3 ottobre 2011 in Internet Archive., Royal Opera House Collections Online, retrieved 28 agosto 2011
117. ↑  "The Minotaur" Archiviato il 3 ottobre 2011 in Internet Archive., Royal Opera House Collections Online, retrieved 28 agosto 2011
118. ↑  "1984" Archiviato il 30 marzo 2012 in Internet Archive., Royal Opera House Collections Online, retrieved 28 agosto 2011
119. ↑  "Sophie's Choice" Archiviato il 30 marzo 2012 in Internet Archive., Royal Opera House Collections Online, retrieved 28 agosto 2011
120. ↑  " Lady Macbeth of Mtsensk" Archiviato il 30 marzo 2012 in Internet Archive., Royal Opera House Collections Online, retrieved 30 agosto 2011
121. ↑  "Sweeney Todd" Archiviato il 30 marzo 2012 in Internet Archive., Royal Opera House Collections Online, retrieved 30 agosto 2011
122. ↑  Morrison, Richard. "Ring of triumph for the ill-omened Norse gods", The Times, 3 ottobre 2007
123. ↑  "Parsifal" Archiviato il 30 marzo 2012 in Internet Archive., Royal Opera House Collections Online, retrieved 30 agosto 2011
124. ↑  "Colin Davis" Archiviato il 30 marzo 2012 in Internet Archive., Royal Opera House Collections Online, retrieved 30 agosto 2011
125. ↑  " Pelléas et Mélisande – 11 May 2007" Archiviato il 30 marzo 2012 in Internet Archive., Royal Opera House Collections Online, retrieved 30 agosto 2011
126. ↑  Canning, Hugh. "Raising the roof", The Sunday Times, 14 marzo 2010
127. ↑  Arnott Sarah "Taking high culture to the mass market", The Independent, 12 agosto 2010
128. 1 2  Thorncroft, Antony. "Scene must change swiftly at the beggar's opera", The Financial Times, 20 June 1998
129. ↑  Clark, Ross. "Access all arias: You can fly to Continental Europe and see an opera for less than the price of a ticket at Covent Garden", The Daily Telegraph, 16 giugno 2001
130. ↑  "History", Royal Opera House, retrieved 17 dicembre 2012
131. ↑  Clements, Andrew. "Miss Fortune", The Guardian, 13 marzo 2012
132. ↑  Clements, Andrew. "Les Troyens – Review", The Guardian, 26 June 2012
133. ↑  Service, Tom. "Royal Opera House Director", The Guardian, 18 marzo 2011
134. ↑  Merrifield, Nicola. " Closure of ROH2 'will not limit new work' says director Kevin O’Hare", The Stage, 13 settembre 2012]
135. ↑  ROH2 Archiviato il 4 maggio 2012 in Internet Archive., Royal Opera House, retrieved 12 dicembre 2014
136. ↑  "Robert le diable by Laurent Pelly" Archiviato il 19 gennaio 2013 in Internet Archive., Royal Opera House, retrieved 12 dicembre 2014
137. ↑  "Eugene Onegin" Archiviato il 25 ottobre 2012 in Internet Archive., Royal Opera House, retrieved 12 dicembre 2014
138. ↑  "La donna del lago" Archiviato il 10 agosto 2016 in Internet Archive., Royal Opera House, retrieved 12 dicembre 2014
139. ↑  "Written on Skin" Archiviato il 12 marzo 2013 in Internet Archive., Royal Opera House, retrieved 12 dicembre 2014
140. ↑  "The Firework-Maker's Daughter" Archiviato il 5 novembre 2014 in Internet Archive., Royal Opera House, retrieved 12 dicembre 2014
141. ↑  "The Importance of Being Earnest" Archiviato il 26 luglio 2016 in Internet Archive., Royal Opera House, retrieved 12 dicembre 2014
142. ↑  "Les Vêpres siciliennes" Archiviato l'8 novembre 2013 in Internet Archive., Royal Opera House, retrieved 12 dicembre 2014
143. ↑  "Parsifal" Archiviato il 3 giugno 2013 in Internet Archive., Royal Opera House, retrieved 12 dicembre 2014
144. ↑  "Don Giovanni" Archiviato il 20 marzo 2021 in Internet Archive., Royal Opera House, retrieved 12 dicembre 2014
145. ↑  "Die Frau ohne Schatten" Archiviato il 3 giugno 2013 in Internet Archive., Royal Opera House, retrieved 12 dicembre 2014
146. ↑  "Manon Lescaut" Archiviato il 3 maggio 2017 in Internet Archive., Royal Opera House, retrieved 12 dicembre 2014
147. ↑  "Through His Teeth" Archiviato il 15 novembre 2014 in Internet Archive., Royal Opera House, retrieved 12 dicembre 2014
148. ↑  "Quartett" Archiviato il 13 dicembre 2014 in Internet Archive., Royal Opera House, retrieved 12 dicembre 2014
149. ↑  Welsh National Opera announces London residency at the Royal Opera House", Welsh National Opera, retrieved 12 dicembre 2014
150. ↑  Ashley, Tim "An exquisite evening", The Guardian review, 26 marzo 2014
151. ↑  Ashley Tim. "L'Ormindo by Francesco Cavalli", The Guardian, 27 marzo 2014, p. 38; and Battle, Laura. "Cavalli by candle light", The Financial Times, 29 marzo 2014, p. 11
152. ↑  Jeal, Erica. " L’Ormindo review – a ravishing candlelit revival", The Guardian, 4 febbraio 2015, p. 34
153. ↑  "Tony Hall" Archiviato il 31 gennaio 2013 in Internet Archive., Royal Opera House, retrieved 17 dicembre 2012